# Płaskogonka kapturowa
Płaskogonka kapturowa, sroka kapturowa (Crypsirina cucullata) – słabo poznany gatunek średniej wielkości ptaka z rodziny krukowatych (Corvidae). Endemiczny dla Mjanmy. Osiadły. Nie wyróżnia się podgatunków.

## Charakterystyka

### Wymiary
Ciało płaskogonki kapturowej osiąga długość ok. 30–31 cm łącznie z ogonem i masę mieszczącą się w zakresie 130–135 g.
Skrzydłoː 10,2–10,8 cm
Ogonː 18–20 cm
Skokː 2,6–2,7 cm
Dzióbː 2 cm

### Wygląd zewnętrzny
Mocny, zakrzywiony dziób o czarnym wnętrzu. Nogi krótkie i słabe, o czarnej barwie. Skrzydła szerokie, dosyć krótkie. Tęczówki ciemnoniebieskie. Długi, podzielony na poziomy ogon z łopatkowatą końcówką. Pióra pokrywające czoło i kantarek miękkie i czarne, reszta głowy ciemna z zielonkawym połyskiem. Kark szarobiały. Ciało jasnoszare, z odcieniem bladego różu od spodu i szaroniebieskim zabarwieniem na wierzchu. Płowe pokrywy skrzydłowe, na dużych pokrywach skrzydłowych białe końcówki. Lotki pierwszorzędowe czarne. Posiada dziesięć sterówek.
Upierzenie młodych osobników jest mniej intensywne i posiada szarobrązowe zabarwienie, pióra ogona krótsze i bez łopatkowatego zakończenia, tęczówki brązowe, wnętrze dzioba pomarańczowe. Po pierwszym pierzeniu płaskogonka kapturowa różni się od dorosłego ptaka tym, że jej pióra są ciemniejsze, nie ma białego karku, a ogon pozostaje stosunkowo krótki i zakończony inaczej niż u w pełni rozwiniętego osobnika. Ostateczny wygląd przybiera zazwyczaj po drugim pierzeniu, czasem dopiero w drugim roku życia.

## Występowanie

### Środowisko
Lasy wtórne, tereny porastane przez rośliny z rodziny dwuskrzydłowatych, cierniste zarośla, skraje terenów rolniczych na wysokościach do ok. 1000 metrów.

### Zasięg występowania
Gatunek występujący wyłącznie w Mjanmie, w rejonie równin zalewowych rzek Sittaung Myit oraz Irawadi.

## Tryb życia i zachowanie
Zachowaniaː zazwyczaj spotykana w parach lub niewielkich grupach, odgłos wytwarzany przez skrzydła podczas lotu opisywany jako brzęczący.
Rozródː 2–4 kremowe lub białozielone, nakrapiane na brązowo jaja składane w maju i czerwcu. Gniazdo z gałązek i korzonków, przypomina mniejszą, bardziej zwartą wersję tego budowanego przez srokę zwyczajną. Zazwyczaj znajduje się w zaroślach lub na małych drzewach.
Głosː cichy, mruczący dźwięk drrrriiii'k lub ostre, nieharmonijne, charczące odgłosy.
Pożywienieː zaobserwowano, że w skład diety płaskogonki kapturowej wchodzą organizmy z rzędu prostoskrzydłych (owady z podrzędu Caelifera oraz szarańcza wędrowna), modliszkowate i termity.

## Status, zagrożenie i ochrona
Od 2000 roku płaskogonka kapturowa klasyfikowana jest przez czerwoną księgę gatunków zagrożonych IUCN jako gatunek bliski zagrożenia (NT); wcześniej, od 1994 roku miała status gatunku narażonego (VU). Zjawiska, które zdecydowały o umieszczeniu płaskogonki kapturowej w kategorii NT to obserwowany trend spadkowy w liczebności, stosunkowo niewielki obszar występowania i podzielenie populacji na mniejsze grupy, a także czynniki antropogeniczne – rozwój rolnictwa przyczynia się do zmniejszania naturalnych środowisk zamieszkiwanych przez płaskogonkę.